# Riachão-Ring
Koordinaten: 7° 43′ 0″ S, 46° 39′ 0″ W
Riachão Ring ist ein Einschlagkrater eines Meteoriten in Brasilien.
Der Durchmesser des Kraters beträgt 4,5 Kilometer, sein Alter wird auf weniger als 200 Millionen Jahre geschätzt. Von der Erdoberfläche aus ist die Einschlagstruktur sichtbar.